# Parchim (huyện)
Parchim là một huyện cũ ở phía tây nam bang Mecklenburg-Vorpommern, Đức. Các huyện giáp ranh là (từ phía bắc theo chiều kim đồng hồ) Nordwestmecklenburg, Güstrow, Müritz, huyện Prignitz ở Brandenburg, huyện Ludwigslust và thành phố không thuộc huyện Schwerin.
Phần lớn huyện là đất nông nghiệp, phía cực đông là các hồ, trong đó hồ lớn nhất là Plauer See (39 km²). Plauer See là điểm cuối phía tây của Müritz lakeland.
Tháng 9 năm 2011, huyện được sáp nhập với huyện Ludwigslust để thành lập huyện mới Ludwigslust-Parchim.

## Thị xã và đô thị
| thị xã không thuộc Amt |
| ---------------------- |
| 1. Parchim             |

| Ämter | Ämter | Ämter |
| --- | --- | --- |
| - 1. Banzkow 1. Banzkow1 2. Goldenstädt 3. Plate 4. Sukow - 2. Crivitz 1. Barnin 2. Bülow 3. Crivitz1, 2 4. Demen 5. Friedrichsruhe 6. Göhren 7. Tramm 8. Wessin 9. Zapel - 3. Eldenburg Lübz 1. Broock 2. Gallin-Kuppentin 3. Gischow 4. Granzin 5. Herzberg 6. Karbow-Vietlübbe 7. Kreien 8. Kritzow 9. Lübz1, 2 10. Lutheran 11. Marnitz 12. Passow 13. Siggelkow 14. Suckow 15. Tessenow 16. Wahlstorf 17. Werder | - 4. Goldberg-Mildenitz 1. Diestelow 2. Dobbertin 3. Goldberg1, 2 4. Langenhagen 5. Mestlin 6. Neu Poserin 7. Techentin 8. Wendisch Waren - 5. Ostufer Schweriner See 1. Cambs 2. Dobin am See 3. Gneven 4. Godern 5. Langen Brütz 6. Leezen1 7. Pinnow 8. Raben Steinfeld - 6. Parchimer Umland (seat: Parchim) 1. Damm 2. Domsühl 3. Grebbin 4. Groß Godems 5. Groß Niendorf 6. Karrenzin 7. Klinken 8. Matzlow-Garwitz 9. Raduhn 10. Rom 11. Severin 12. Spornitz 13. Stolpe 14. Ziegendorf 15. Zölkow | - 7. Plau am See 1. Barkhagen 2. Buchberg 3. Ganzlin 4. Karow 5. Plau am See1, 2 6. Wendisch Priborn - 8. Sternberger Seenlandschaft 1. Blankenberg 2. Borkow 3. Brüel2 4. Dabel 5. Hohen Pritz 6. Kobrow 7. Kuhlen-Wendorf 8. Langen Jarchow 9. Mustin 10. Sternberg1, 2 11. Weitendorf 12. Witzin 13. Zahrensdorf |
| 1thủ phủ của Amt; 2thị xã | | |